# Tanya Chisholm
Tanya Michelle Chisholm (Fort Lauderdale, Florida, 1 de julio de 1984) es una actriz y bailarina estadounidense. Es principalmente conocida por interpretar a Kelly Wainwright en la serie de televisión Big Time Rush.

## Carrera
Chisholm asistió a la Academia de Westminster y se graduó en 2001. Tiempo después se inscribió en UCLA, donde se graduó en 2005 y se convirtió en miembro de la hermandad Delta Gamma. En 2007, interpretó a la directora Jackie Sharpette en High School Musical 2. En 2009, interpretó a Marcie en la película Legally Blondes (secuela de Legally Blonde 2: Red, White & Blonde), donde actuó junto a Camilla y Rebecca Rosso. También ha trabajado para Disney en series televisivas como Cory in the House, donde obtuvo un papel como artista invitada, y en la película Fired Up!. En 2007 interpretó a una de las amigas de Sharpay en High Musical 2 A lo largo de su carrera ha aparecido en numerosas series de televisión como Veronica Mars (recurrente), Ghost Whisperer (estrella invitada) y Cold Case (estrella invitada). También interpretó el papel de Kelly Wainwright en la serie de Nickelodeon Big Time Rush hasta la secuencia inicial de la segunda temporada. En 2009 interpretó a Marcie en la película Legally Blondes. Ha participado en varios videos musicales como Won't Even Start de David Choi y Cry Baby.

## Filmografía
| Año       | Serie/Película                   | Personaje       | Notas |
| --------- | -------------------------------- | --------------- | --- |
| 2006      | Veronica Mars                    | Nancy Cooper    | Serie de TV                                                                                               |
| 2007      | Cold Case                        | Crystal         | Serie de TV                                                                                               |
| 2007      | Ghost Whisperer                  | Allen Kimberly  | Serie de TV                                                                                               |
| 2007      | High School Musical 2            | Jackie          | Película de TV, Disney Channel                                                                            |
| 2007      | Cory en la Casa Blanca           | Nicole          | Serie de TV Disney Channel                                                                                |
| 2009      | Fired Up                         | Denise          | Película, principal                                                                                       |
| 2009      | Legally Blondes                  | Marcie          | Película                                                                                                  |
| 2009-2013 | Big Time Rush                    | Kelly Wainright | Elenco secundario (temporada 1); Elenco principal (temporada 2-4), serie de TV Nickelodeon (70 episodios) |
| 2012      | Big Time Movie                   | Kelly Wainright | Elenco principal, película de TV Nickelodeon                                                              |
| 2013      | Rizzoli & Isles                  | Rachel Cooper   | Estrella invitada 1 episodio, serie de TV TNT                                                             |
| 2013      | Saved by the Bell: The Movie     | Lisa Turtle     | Elenco principal, corto                                                                                   |
| 2014      | The Rose Window                  | Sophia          | Elenco principal, corto                                                                                   |
| 2015      | Confessions of a Prodigal Son    | Jenny           | Protagonista, película                                                                                    |
| 2015      | Quarantine                       | Lola            | Elenco principal, corto                                                                                   |
| 2016      | Bellman Chronicles: Hollywood    | Lady Thug       | Invitada 1 episodio, serie de TV                                                                          |
| 2016      | Diagnosis Delicious              | Olivia          | Elenco principal, Película de TV                                                                          |
| 2017      | The Josh Moore Show              | Sarah           | Estrella invitada 2 episodio, serie de TV                                                                 |
| 2017      | An Accidental Zombie (Named Ted) | Bonnie          | Elenco principal, película                                                                                |
| 2020      | Sherlock, by M. Watson           | —               | Elenco principal, serie de TV (14 episodios)                                                              |
| 2020      | The 24th                         | Alice           | Elenco principal, película                                                                                |
| 2021      | Lost Angeles                     | Secretary       | Elenco secundario, película                                                                               |
| 2021      | The Deadliest Lie                | Kiki            | Elenco principal, película de TV                                                                          |
| 2021      | Christmas Déjà Vu                | Tracy           | Elenco principal, película de TV                                                                          |
| 2022      | Sistas                           | Jenna           | Invitada, serie de TV (4 episodio)                                                                        |
| 2022      | All The Queen's Men              | Sonya           | Invitada, 2 episodios, serie de TV                                                                        |